# Pseudoligosita nowickii
Pseudoligosita nowickii är en stekelart som först beskrevs av Gennaro Viggiani 1981.  Pseudoligosita nowickii ingår i släktet Pseudoligosita och familjen hårstrimsteklar. Inga underarter finns listade i Catalogue of Life.